# مرداب (فیلم)
مرداب (انگلیسی: Swamp Water) یک فیلم جنایی آمریکایی به کارگردانی ژان رنوآر است که در سال ۱۹۴۱ منتشر شد.

## بازیگران
- والتر برنان
- والتر هیوستون
- آن بکستر
- دینا اندروز
- ویرجینیا گیلمور
- جان کارادین
- یوجین پلت
- وارد باند
- گوین «بیگ بوی» ویلیامز
- راسل سیمپسون
- جو سایر
- دیو موریس
- می مارش
- مری هاوارد